# Поллард, Роберт
Роберт Эллсворт Поллард (англ. Robert Ellsworth Pollard, Jr.; 31 октября 1957) — американский рок-музыкант, певец и автор песен, является лидером и творческой силой инди-рок-группы Guided by Voices. Помимо работы с Guided by Voices, также имеет достаточно плодотворную сольную карьеру, включающую 21 альбом.
Более чем 1900 песен зарегистрировано на его имя, по данным BMI. Поллард является одним из самых продуктивных композиторов своего времени. В 2006 году журнал Paste поставил его на 78 место в список величайших композиторов . В 2007 году он был номинирован на премию Shortlist Music Prize.

## Биография

### Раннее творчество и Guided by Voices
Роберт Поллард начинал музыкальную карьеру в кавер-хэви-метал-группе Anacrusis в своём родном городе Дейтоне. Помимо этого, всё свободное время он сочинял собственную музыку и записывал её на демо-кассеты в подвале своего дома. Многие из этих записей в итоге были выпущены в бокс-сетах под общим названием «Suitcase: Failed Experiments and Trashed Aircraft». Группа получила название Guided by Voices. В будущем в её составе побывало немало участников, а многие из них возвращались в неё несколько раз. Заняв деньги из местного кредитного союза, GBV сама финансировала выпуски своих релизов. Получив очень малый отклик у себя дома, в 1992 году группа выпустила альбом Propeller, который изначально планировался как их последний, поскольку Поллард собирался преподавать в начальных классах полный рабочий день. Альбом в конце концов нашёл своё место на Scat Records, который заключил с группой контракт на запись. «В первые дни я боялся, что Guided by Voices никто не будет слушать» — писал Поллард в 2005 году.
Я очень быстро уставал от людей в группе. Случались и физические препирательства с ними. Я даже прибегал к абсурдной тактике обмана, говоря группе, что она прекращает существование и мы расстаемся, а через месяц переформировывал её с новыми участниками. Я пришел к выводу, что нужно позволить людям почувствовать себя, раскрыться, чтобы выяснить, что они из себя представляют в рамках группы, и дать им всё время, в котором они нуждаются. До тех пор, пока они с энтузиазмом относятся к музыке, они могут делать всё, что хотят.
В период с 1987 по 2004 год Guided by Voices выпустили 16 полноформатных альбомов, а также большое количество EP и компиляций с постоянно меняющимся составом и на различных звукозаписывающих компаниях. Хотя группа прежде всего известна своим лоу-фай звучанием с преимущественно домашними записями, в последующие годы они стали полагаться в основном на профессиональные студии звукозаписи и работать с продюсерами, такими как, например, Рик Окасек. В августе 2004 года группа выпустила альбом Half Smiles of the Decomposed, который должен был стать их последним. В 2004 году, в канун Нового года, Guided by Voices дали свой последний концерт на площадке Metro в Чикаго. В 2010 году основной состав 90-х годов воссоединился для празднования 21-летия Matador Records, а затем группа провела тур по стране. В таком составе она просуществовала до конца 2014 года, после чего полностью прекратила свою деятельность. В феврале 2016 года Поллард набрал новый состав группы.
Guided by Voices выпустила свой первый за семь лет альбом Let's Go Eat the Factory 1 января 2012 года. 3 января для продвижения релиза группа появилась на Late Show Дэвида Леттермана. 12 июня 2012 года выходит второй после воссоединения полноформатный альбом — Class Clown Spots a UFO. В Class Clown Spots a UFO наблюдается возвращение к звучанию группы середины 90-х. Вслед за ним, в ноябре этого же года, выходит альбом The Bears for Lunch. В 2013 году выходит ещё один LP — English Little League. В сентябре начинается запись Motivational Jumpsuit — пятого по счету после воссоединения альбома, который выходит в феврале 2014 года. Шестой альбом — Cool Planet был выпущен 13 мая того же года. 18 сентября 2014 года на официальной страницы Guided By Voices в Facebook было объявлено, что группа в очередной раз распущена, а оставшиеся даты тура отменены. В феврале 2016 года на своей официальной странице в Facebook Поллард подтвердил новый состав группы, который должен был включать в себя вернувшегося барабанщика Кевина Марча вместе с новичками — гитаристами Бобби Бэром-младшим и Ником Митчеллом, а также басистом Марком Шу.

### Сольная карьера
Поллард начал выпускать сольные альбомы в 1996 году, наряду с регулярными выпусками Guided by Voices. Эти альбомы были записаны, как правило, с небольшой группой, состоящей из нынешних или бывших участников GBV, и их обычно принято неофициально считать каноничной частью Guided By Voices, так как они регулярно исполнялись на концертах.
После роспуска Guided By Voices в 2004 году Роберт Поллард официально начал свою сольную карьеру с выходом альбома From a Compound Eye в феврале 2006 года. Работа над записью происходила в его студии, во время которой, избегался формат звучания «live-группы», вместо этого, больше полагаясь на мультинструментальные таланты Тодда Тобиаса, который до этого уже был продюсером некоторых альбомов Guided By Voices. В 2006 году Поллард возобновил гастроли с новой группой, которую неофициально окрестили «The Ascended Masters», с Томми Кином на гитаре и клавишных, Дэйвом Филлипсом на гитаре, Джон Вурстером на барабанах и Джейсоном Нардюси на бас-гитаре. Однако после отмены нескольких выступлений из-за травмы ноги, в том же году, Поллард объявил о прекращении участия в гастролях. Несмотря на это, он все-таки исполнил два концерта в поддержку своих новых альбомов. Первое выступление произошло 31 ноября 2007 года в Чикаго, концертном зале «The Metro», второе — 1 декабря 2007 года в Ньюпорте, в клубе «Southgate House». После выпуска Superman Was a Rocker в январе, Поллард объявил, что покидает Merge Records, и основывает «Guided By Voices, Inc.» — его собственный лейбл, на который перейдет производство всего музыкального творчества.

### Другие группы и проекты
Роберт Поллард также выпускал записи под множеством других названий музыкальных проектов, зачастую в сотрудничестве с бывшими коллегами по Guided by Voices. В 2001 году образовалось группа Airport 5. Данный проект — результат совместной творческой деятельности Роберта Полларда и Тобина Спраута (что примечательно, сотрудничество происходило в основном по почте). В 2008 году Поллард сформировал новую группу — Boston Spaceships, включавшую его самого, Джона Моэна (The Decemberists, Heatmiser, Stephen Malkmus and the Jicks) и Криса Слюсаренко, который играл в одном из составов Guided by Voices. Первый альбом группы Brown Submarine был выпущен 16 сентября 2008 года на Guided By Voices, Inc. с последующим турне осенью того же года. Следующий альбом The Planets Are Blasted вышел 17 февраля 2009 года, следом за ним — Zero to 99 в октябре того же года. Our Cubehouse Still Rocks был выпущен в сентябре 2010 года. Свой пятый и последний альбом Let It Beard Boston Spaceships выпустили 2 августа 2011 года.
В октябре 2008 года было объявлено, что музыка Guided By Voices будет использована для музыкального 3D-фильма, основанного на жизни Клеопатры. Режиссёром картины должен был выступить Стивен Содерберг, а сценаристом бывший участник группы — Джим Грир. Они также планировали переписать тексты песен, чтобы уместить их в сюжет.

### Личная жизнь
Роберт Поллард работал школьным преподавателем начальных классов в течение нескольких лет, вплоть до выпуска альбома Bee Thousand в 1994 году. В книге Джеймса Грира Guided by Voices: A Brief History: Twenty-One Years of Hunting Accidents in the Forests of Rock and Roll автор утверждает, что дни преподавания вдохновили Полларда на написание таких песен, как «Gold Star For Robot Boy», «Teenage FBI» и «Non-Absorbing».
В средней школе Поллард был спортсменом-триатлонистом при университете. Его наиболее заметные спортивные достижения отмечены в истории Wright State University. Поллард заявил, что он и другие члены Guided by Voices победили Beastie Boys и Билли Коргана в баскетбольной игре, отметив также, что Ким и Келли Дил в это время болели за его команду, и что Стив Дрозд проезжал на велосипеде во время игры.
Большая часть творческого вдохновения приходила к Полларду, когда он проводил время в компании своих школьных друзей из Дейтона, которую он называл «The Monument Club».
У него двое детей — Эрика и Брайан. Со своей бывшей женой Ким он написал песню о каждом из них: «Your Name is Wild» для своей дочери и «My Son Cool» для своего сына. В 2007 году он женился на Саре Зейд-Поллард и по сей день живёт с ней в своём родном городе Дейтон.
«Я никогда не считал, что у меня был ошеломительный успех во всём, что я делал, в том числе и как родитель», — написал Поллард в 2005 году, «Но, по крайней мере, я позволил своим детям преследовать свои собственные интересы, не особо мешая им в этом, и я думаю, что они оба выросли хорошими людьми».
Поллард иногда цитирует фильмы «Король комедии», «Синий бархат», «Психо», «Мужья», «Пролетая над гнездом кукушки», «Техасская резня бензопилой», «Долгая ночь», «Прошлой ночью на Аламо», «Славные парни» и «О, счастливчик!», называя их десятью любимыми кинокартинами.
В апреле 2010 года вместе со своим братом Джимми Поллард был введён в Зал славы старшей школы Northridge за выдающиеся достижения в футболе, бейсболе и баскетболе.

### Дискография
Сольные студийные альбомы :
- 1996 — Not in My Airforce (CD/LP)
- 1998 — Waved Out (CD/LP)
- 1999 — Kid Marine (CD/LP)
- 2004 — Fiction Man (CD/LP)
- 2006 — From a Compound Eye (CD/2xLP)
- 2006 — Normal Happiness (CD/LP)
- 2007 — Standard Gargoyle Decisions (CD/LP)
- 2007 — Coast to Coast Carpet of Love (CD/LP)
- 2008 — Superman Was a Rocker (CD/LP)
- 2008 — Robert Pollard Is Off to Business (CD/LP)
- 2009 — The Crawling Distance (CD/LP)
- 2009 — Elephant Jokes (CD/LP)
- 2010 — We All Got Out Of The Army (CD/LP)
- 2010 — Moses on a Snail (CD/LP)
- 2011 — Space City Kicks (CD/LP)
- 2011 — Lord of the Birdcage (CD/LP)
- 2012 — Mouseman Cloud (CD/LP)
- 2012 — Jack Sells The Cow (CD/LP)
- 2013 — Honey Locust Honky Tonk (CD/LP)
- 2013 — Blazing Gentlemen (CD/LP)
- 2015 — Faulty Superheroes (CD/LP)
- 2016 — Of Course You Are (CD/LP)

Прочие альбомы/EP:
- 1999 — Speak Kindly of Your Volunteer Fire Department (совместно с Дугом Гиллардом[англ.] (CD/LP)
- 2001 — Choreographed Man of War (подписан как «Robert Pollard and the Soft Rock Renegades») (CD/LP)
- 2003 — Motel of Fools (CD/LP)
- 2004 — Edison’s Demos — оригинальные демо-версии песен, которые позднее вышли в Earthquake Glue[англ.] (CD/LP)
- 2005 — Music for 'Bubble' (CD EP/7")
- 2005 — Zoom (It Happens All Over The World) (CD EP/7")
- 2005 — Relaxation of the Asshole (в стиле spoken word) (LP)
- 2006 — Moon (live-альбом)
- 2007 — Meet the King: Asshole 2 (LP — Yuk Yuk Motherfucker является неофициальным релизом[15])
- 2007 — Silverfish Trivia (CD/12" EP)
- 2008 — Weatherman and Skin Goddess (CD EP/12")